# Aufwerten

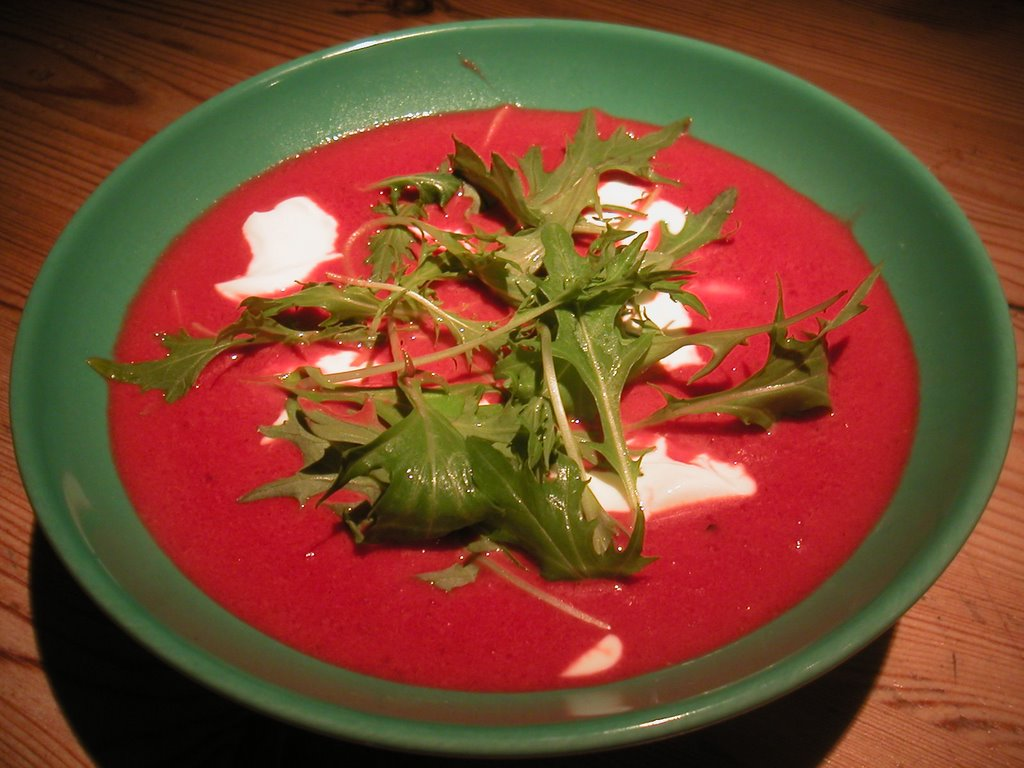
Aufwerten einer Rote-Bete-Suppe durch Zugabe von Sahne sowie durch Garnierung mit frischen Rauke-Blättern

Aufwerten ist ein Nachbereitungsverfahren bei der Lebensmittelverarbeitung.
Im Anschluss an die Zubereitung von Speisen sollen während dieses Prozesses die Verluste an essentiellen Bestandteilen ersetzt werden. Das Aufwerten dient als Möglichkeit, die Nährstoffbilanz der gesamten Mahlzeit zu verbessern. Dies erfolgt insbesondere für die Inhaltsstoffe Eiweiß, Spurenelemente und Vitamine.
Typische Materialien der Aufwertung sind frische Kräuter und Früchte, mit denen Speisen kurz vor dem Servieren garniert werden. Ebenso ist die Zugabe von Milch und Milchprodukten wie Sahne und Käse verbreitet. Nach der Aufwertung erfolgt prinzipiell kein Nachgaren der Speisen, sodass diese unmittelbar danach verzehrt werden.
In der Ernährungswissenschaft bezeichnet man außerdem die Ergänzung von Mahlzeiten mit Fruchtsäften, frischem Obst, Milchdesserts und Salaten als Aufwertung.